# سام ودروب
سام ودروب (بالإنجليزية: Sam Wardrop)‏ هو لاعب كرة قدم بريطاني في مركز الدفاع، ولد في 20 أغسطس 1997 في غلاسكو في المملكة المتحدة. لعب مع نادي سلتيك.

## وصلات خارجية
- سام ودروب على موقع الاتحاد الإسكتلندي (الإنجليزية)
- سام ودروب على موقع قاعدة بيانات كرة القدم.إي يو (الإنجليزية)
- سام ودروب على موقع Soccerbase.com (لاعب) (الإنجليزية)
- سام ودروب على موقع عالم كرة القدم.نت (الإنجليزية)